# Peter Liapis
Peter Paul Liapis (* 23. Juli 1949 in Standardville, Utah), auch bekannt als Paul Liapis und Pete Liapis, ist ein US-amerikanischer Schauspieler, Drehbuchautor, Filmproduzent und Filmregisseur.

## Werdegang
Peter Liapis ist seit den 1970er Jahren als Schauspieler aktiv. Hauptrollen verkörperte er in dem Horrortrash-Film Ghoulies (1985) sowie in dessen dritter Fortsetzung Ghoulies 4 (1994). Seit den 1990er Jahren wurde er auch verstärkt in anderen Bereichen der Filmbranche aktiv und betätigte sich wiederholt als Drehbuchautor und Produzent. Als Filmregisseur war er im Laufe der Jahre vor allem für diverse Direct-to-Video-Produktionen und Kurzfilme verantwortlich.

## Filmografie
- 1977: Sextette (D)
- 1978: Starshops (D)
- 1978: Flying High (Fernsehserie, 1 Episode, D)
- 1980: Sheriff Lobo (Fernsehserie, 1 Episode, D)
- 1980: Beyond Westworld (Fernsehserie, 1 Episode, D)
- 1982: Romance Theatre (Fernsehserie, 5 Episoden, D)
- 1984: Swordkill (D)
- 1985: Ghoulies (D)
- 1987: Das turboscharfe Spanner-Motel (Talking Walls, D)
- 1987: W.A.R.: Women Against Rape (D)
- 1989: Hunter (Fernsehserie, 1 Episode, D)
- 1990: Undeclared War (D)
- 1993: Sünden der Begierde (Sins of Desire, W+P)
- 1994: Bullet for Breakfast (D)
- 1994: The Getaway Coup – Schon wieder auf der Flucht (Fast Getaway II, D)
- 1994: Ghoulies 4 (D)
- 1997: Wes Craven’s Wishmaster (Wishmaster, D)
- 1997: Ein Fremder in meinem Haus (Stranger in the House, W)
- 1998: Du kannst anfangen zu sterben (Captured, W+R)
- 1998: Wanted (D)
- 2000: Bruderhass – Ich will dein Leben! (Alone with a Stranger, W+R+D)
- 2000: Die Abrechnung – Eine Tochter kehrt heim (The Stepdaughter, R+D)
- 2007: Le Shakedown (Kurzfilm, D)
- 2010: The Secret Bikini Pool Party (Kurzfilm, W+D)
- 2010: Shams and Delusions (Kurzfilm, W+D)
- 2011: Party in a Box (Kurzfilm, R)
- 2015: Glory in Egypt (Kurzfilm, D)
- 2016: Crush (W+R)
- 2022: Crooked Halos (W+P+R)

(Legende: R = Regie, D = Darsteller, W = Drehbuch, P = Produktion)